# Zespół Szkół Technicznych i Ogólnokształcących w Gorzowie Wielkopolskim
Zespół Szkół Technicznych i Ogólnokształcących mieści się w Gorzowie Wlkp. w dzielnicy Górczyn. Szkoła ta obecnie jest jednym z największych zespołów szkół na terenie miasta. Obecnie w strukturach zespołu działa kilka szkół o różnym profilu i kształcących w różnych zawodach. Są to:
- Technikum Elektroniczne
- Technikum Ochrony Środowiska
- Technikum Analityczne
- Liceum Ogólnokształcące
- Liceum Techniczne
- Zasadnicza Szkoła Zawodowa

## Historia
1 września 1951 roku zostało powołane technikum chemiczne, które mieściło się w centrum miasta przy dawnej ulicy Żukowa, a obecnie Dąbrowskiego. Szkoła nie zagrzała tam długo miejsca, gdyż już w listopadzie 1951 roku została przeniesiona do nowego budynku przy ul.Teatralnej 8 w Gorzowie. 1 września 1959 roku powołano do życia Zasadniczą Szkołę Włókienniczą, która kształciła uczniów w zakresie nauk włókienniczych dla rozwijającego się przemysłu (m.in. Stilonu i Silwany). W 1960 roku otwarto Przyzakładową Szkołę Zawodową Zakładów Włókien Sztucznych "Stilon". Szkoła została przeniesiona na teren zakładów 1 czerwca 1961 roku.
W 1963 roku szkoła znów zmienia siedzibę – tym razem zostaje przeniesiona do Zakładów Przemysłu Jedwabniczego "Silwana". Wkrótce też (w 1964 roku) Technikum Chemiczne otrzymuje sztandar i patrona Jędrzeja Śniadeckiego. W roku 1972 szkoła zostaje przeniesiona do nowego budynku przy ul. Czereśniowej w którym mieści się do dzisiaj. 1 września 1975 roku następuje połączenie dwóch dotąd odrębnych szkół w jeden organizm pod nazwą Zespół Szkół Zawodowych "ZWCh Chemitex Stilon". W 1988 roku otwarte zostaje technikum elektroniczne kształcące techników elektroników, w 1992 roku Technikum Ochrony Środowiska, a w 1994 Liceum Ogólnokształcące. Lata 1995–1996 to okres otwarcia dalszych szkół w zespole oraz przemianowania szkoły na nazwę obecną. W roku 1999 utworzone zostało Technikum Analityczne.

## Stan obecny
Szkoła mieści się w zespole budynków przy ul.Czereśniowej. Są tutaj zlokalizowane sale lekcyjne, laboratoria, sala gimnastyczna, boisko oraz liczne pracownie. W ramach szkoły działają sekcje strzeleckie, piłki ręcznej, piłki nożnej, siatkówki czy też szkolne kółko Polskiego Czerwonego Krzyża czy też Ligi Ochrony Przyrody. Obecnie istnieją tutaj trzy typy szkół:
- Liceum Ogólnokształcące nr VI
- Liceum Profilowane nr VI
- Technikum nr 6 kształcące w trzech kierunkach:
  - technik informatyk
  - technik ochrony środowiska
  - technik analityk

## Znani absolwenci
- Kazimierz Marcinkiewicz – Prezes Rady Ministrów Rzeczypospolitej Polskiej w latach 2005–2006
- Krystyna Prońko – wokalistka
- Dawid Kwiatkowski – polski piosenkarz